# Bordurië
Bordurië is een fictief land in Oost-Europa dat een belangrijke rol speelt in twee Kuifje-verhalen van de Belgische striptekenaar Hergé (1907-1983), namelijk De scepter van Ottokar (1939) en De zaak Zonnebloem (1956).
Bordurië is een buurland van Syldavië. In De scepter van Ottokar plant Bordurië een inval in Syldavië. In De zaak Zonnebloem is het een dictatoriale staat onder maarschalk Plekszy-Gladz, die met zijn opvallende snor lijkt op Jozef Stalin. Ook de naam Plekszy-Gladz (van het harde plexiglas) verwijst mogelijk naar Stalin ('de man van staal'), of wellicht naar Edward Rydz-Śmigły, een sleutelfiguur in de Poolse politiek en de operbevelbebber van het Poolse leger met de rang van maarschalk. De snor van Plekszy-Gladz is een symbool vergelijkbaar met het hakenkruis in nazi-Duitsland. En de groet Amaïh Plekszy-Gladz doet denken aan Heil Hitler.
De hoofdstad van Bordurië is Szohôd. De landstaal is het Borduurs. De geheime politie van Bordurië is de ZEP. Het hoofd daarvan is in De zaak Zonnebloem kolonel Sponsz.

## Knipoogjes
Hergé liet zich in zijn naamgeving inspireren op het Brussels dialect. De hoofdstad Szohôd is afgeleid van zo-ot, een ironische wijze om in twee geïntoneerde syllaben iemand als zot te bestempelen. En de gevangenis van Bakhine, waar professor Zonnebloem in opgesloten is, verwijst naar "(de) bak in" ('naar de gevangenis').

## Ander gebruik
In de toneelvoorstelling De prinses op de erwt, door het Jeugdtheater Hofplein, komt de naam Bordurië voor. De bewerking vertelt het verhaal van prins Plons, die een zoon is van de koning en koningin van Bordurië.